# ليندون ديكس
ليندون ديكس (بالإنجليزية: Lyndon Dykes)‏ هو لاعب كرة قدم أسترالي، ولد في 7 أكتوبر 1995 في غولد كوست في أستراليا. لعب مع كوين أوف ساوث.

## وصلات خارجية
- ليندون ديكس على موقع الاتحاد الدولي (مؤرشف)  (الإنجليزية)
- ليندون ديكس على موقع الاتحاد الأوربي (الإنجليزية)
- ليندون ديكس على موقع قاعدة بيانات كرة القدم.إي يو (الإنجليزية)
- ليندون ديكس على موقع ناشيونال فوتبول تيمز (الإنجليزية)
- ليندون ديكس على موقع Soccerbase.com (لاعب) (الإنجليزية)
- ليندون ديكس على موقع Soccerway.com (الإنجليزية)
- ليندون ديكس على موقع عالم كرة القدم.نت (الإنجليزية)